# Videoensaio
Um videoensaio ou ensaio em vídeo (do inglês video essay) é um subgênero de conteúdo audiovisual que, situando-se entre o documentário e a ficção, desenvolve-se como um ensaio escrito, propondo uma discussão, opinião ou experiência audiovisual, com uma componente analítica. Obras do gênero podem ser de natureza autorreferencial, trazendo reflexões sobre o meio fílmico em que operam. Os videoensaios aproveitam a estrutura e a linguagem do cinema para desenvolver seus argumentos, e têm a sua origem no filme-ensaio.  Embora o meio tenha suas raízes na academia, ele cresceu radicalmente em popularidade com a internet e o advento de plataformas de compartilhamento de vídeo, como o YouTube e o Vimeo.
Embora a maioria desses vídeos seja destinada ao entretenimento, alguns argumentam que eles podem também ter um objetivo acadêmico. Nas salas de aula, os videoensaios têm diversas aplicações educacionais, tais como iniciadores de conversas, oportunidades de visualização ativa, lições sobre direitos autorais e oportunidades de avaliação. A maior parte dos conteúdos deste gênero abordam temas como cultura, mídia, cinema, jogos, literatura, arte, filosofia e política.

## Produtores de videoensaio
Há exemplos citados frequentemente de produtores de videoensaios e séries de vídeos do gênero em língua inglesa, por mais que, nos últimos tempos, eles tenham começado a surgir com mais força também em língua portuguesa.
No cenário anglófono, o canal Every Frame a Painting, uma série sobre a gramática da edição cinematográfica, de Tony Zhou e Taylor Ramos, e Lindsay Ellis, uma crítica de mídia estadunidense, crítica de cinema, YouTuber e autora antes conhecida como The Nostalgia Chick. Sites como StudioBinder, MUBI e Fandor também têm escritores contribuintes que fornecem seus próprios videoensaios.
Já no contexto do conteúdo lusófono, o canal no YouTube Mimimidias foi um dos primeiros a declaradamente explorar e discutir sobre o gênero no Brasil, conhecido na comunidade anglófona por video essay . Hoje, há vários outros criadores de conteúdo que produzem vídeos neste formato, principalmente no YouTube. Dentre eles, canais crescentes são: Quadro em Branco, Isac Ness, Antídoto, Meteoro Brasil, Ludoviajante, EntrePlanos e Nautilus.

## Críticas
Alguns já afirmaram que os ensaios de personalidades do YouTube, embora bem produzidos, podem ser conteúdos opinativos enganosos e a análise desses vídeos pode ser tomada como fato pelo espectador, graças às suas apresentações acadêmicas convincentes.